# Grammy for Bedste vokale Country-præstation af en kvinde
Grammy for Best Female Country Vocal Performance er en amerikansk pris der uddeles af Recording Academy for årets bedste udgivelse af en kvindelig countrysanger. Prisen går til sangeren. Prisen har været uddelt siden 1965. 
Prisens navn har været ændret et par gange:
- Fra 1965 til 1967 hed prisen Best Country & Western Vocal Performance – Female
- I 1968 hed prisen Best Country & Western Solo Vocal Performance, Female
- Fra 1969 til 1994 hed prisen Best Country Vocal Performance, Female
- Siden 1995 har prisen været Best Female Country Vocal Performance

## Modtagere af Grammy for Best Female Country Vocal Performance
- 2011: Miranda Lambert for “The House That Build Me”
- 2010: Taylor Swift for "White Horse"
- 2009: Carrie Underwood for "Last Name"
- 2008: Carrie Underwood for "Before He Cheats"
- 2007: Carrie Underwood for "Jesus, Take the Wheel"
- 2006: Emmylou Harris for "The Connection"
- 2005: Gretchen Wilson for "Redneck Woman"
- 2004: June Carter Cash for "Keep On The Sunny Side"
- 2003: Faith Hill for "Cry"
- 2002: Dolly Parton for "Shine"
- 2001: Faith Hill for "Breathe"
- 2000: Shania Twain for "Man! I Feel Like a Woman!"
- 1999: Shania Twain for "You're Still the One"
- 1998: Trisha Yearwood for "How Do I Live"
- 1997: LeAnn Rimes for "Blue"
- 1996: Alison Krauss for "Baby, Now That I've Found You"
- 1995: Mary Chapin Carpenter for "Shut Up and Kiss Me"
- 1994: Mary Chapin Carpenter for "Passionate Kisses"
- 1993: Mary Chapin Carpenter for "I Feel Lucky"
- 1992: Mary Chapin Carpenter for "Down at the Twist and Shout"
- 1991: Kathy Mattea for "Where've You Been"
- 1990: k.d. lang for "Absolute Torch and Twang"
- 1989: K.T. Oslin for "Hold Me"
- 1988: K.T. Oslin for "80's Ladies"
- 1987: Reba McEntire for "Whoever's in New England"
- 1986: Rosanne Cash for "I Don't Know Why You Don't Want Me"
- 1985: Emmylou Harris for "In My Dreams"
- 1984: Anne Murray for "A Little Good News"
- 1983: Juice Newton for "Break It to Me Gently"
- 1982: Dolly Parton for "9 to 5"
- 1981: Anne Murray for "Could I Have This Dance?"
- 1980: Emmylou Harris for "Blue Kentucky Girl"
- 1979: Dolly Parton for "Here You Come Again"
- 1978: Crystal Gayle for "Don't It Make My Brown Eyes Blue"
- 1977: Emmylou Harris for "Elite Hotel"
- 1976: Linda Ronstadt for "I Can't Help It (If I'm Still in Love With You)"
- 1975: Anne Murray for "Love Song"
- 1974: Olivia Newton-John for "Let Me Be There"
- 1973: Donna Fargo for "Happiest Girl in the Whole USA"
- 1972: Sammi Smith for "Help Me Make It Through the Night"
- 1971: Lynn Anderson for "Rose Garden"
- 1970: Tammy Wynette for "Stand By Your Man"
- 1969: Jeannie C. Riley for "Harper Valley PTA"
- 1968: Tammy Wynette for "I Don't Wanna Play House"
- 1967: Jeannie Seely for "Don't Touch Me"
- 1966: Jody Miller for "Queen of the House"
- 1965: Dottie West for "Here Comes My Baby"